# Липа дрібнолиста (пам'ятка природи)
Ли́па дрібноли́ста — ботанічна пам'ятка природи місцевого значення в Україні. Розташована в межах Глибоцького району Чернівецької області, на захід від села Петричанка. 
Площа 3 га. Статус присвоєно згідно з рішенням 7-ї сесії обласної ради V скликання від 16.10.2006 року № 105-7/06. Перебуває у віданні ДП «Сторожинецький лісгосп» (Верхньопетрівецьке лісництво, кв. 1, вид. 27). 
Статус присвоєно для збереження частини лісового масиву з унікальними для Буковини насадженнями липи дрібнолистої.